# Bōken Jidai Katsugeki Goemon
Bouken Jidai Katsugeki Goemon (冒険時代活劇ゴエモン?) es un videojuego de rol de acción de Konami publicado para PlayStation 2 el 21 de diciembre de 2000, solo en Japón. El título pertenece a la serie Ganbare Goemon, siendo el tercer juego de la saga en un mundo 3D, tras Mystical Ninja Starring Goemon y Ganbare Goemon: Kuru Nara Koi! Ayashige Ikka no Kuroi Kage. A diferencia de la mayoría de los otros juegos, este juego se aleja del humor peculiar por el que la franquicia es conocida, y lo reemplaza con un tono más serio.